# Solenodon arredondoi
Solenodon arredondoi (щілинозуб велетенський, щілинозуб сан-рафаельський) — вимерлий вид комахоїдних ссавців роду Щілинозуб (Solenodon). Цей вид був поширений у західній частині Куби. Описаний у 1993 році за кістковими рештками, виявленими у провінціях Пінар-дель-Ріо і Гавана у 1954 і 1958 роках відповідно. Вік точно не встановлено, але супутні знахідки вказують на четвертинний період. За розмірами він був більшим ніж сучасний щілинозуб кубинський. Вид був знищений у середні віки через руйнування місць існування і завезення собак на Кубу доколумбовими людьми..